# نبرد فورت سامتر
 نبرد فورت سامتر (Battle of Fort Sumter) بمباران و تسلیم فورت سامتر، در نزدیکی چارلستون، کارولینای جنوبی بود که منجر به شروع جنگ داخلی آمریکا شد. در پی اعلام تجزیه توسط هفت ایالت جنوبی، کارولینای جنوبی از ارتش ایالات متحده خواست تأسیسات خود در اسکله چارلستون را تعطیل کند. در ۲۶ دسامبر ۱۸۶۰، رابرت اندرسون سردار ایالات متحده، محرمانه دسته کوگک تحت فرمان خود را از فورت مولتری غیرقابل دفاع در جزیره سالیوان به فورت سامتر که دژی بزرگ و کنترل کنندهٔ ورودی اسکله چارلستون بود منتقل کرد. تلاشی توسط جیمز بیوکنن رئیس‌جمهور ایالات متحده برای تقویت و تجهیز اندرسون با استفاده از کشتی تجاری غیر مسلح ستاره غرب با آتش باری ساحلی در ۹ ژانویه ۱۸۶۱ شکست خود. مقامات کارولینای جنوبی سپس همهٔ املاک فدرال در ناحیه چارلستون را جز فورت سامتر مصادره کردند.
در ماههای نخستین ۱۸۶۱، وضعیت پیرامون فورت سامتر به‌طور فزاینده مشابه محاصره بود. در مارس سرتیپ پی جی تی بوریگارد، اولین ارتشبد ایالات مؤتلفه آمریکا به فرماندهی نیروهای مؤتلفه در چارلستون گمارده شد. بوریگارد به‌طور فعال تقویت توپخانه پیرامون اسکله چارلستون که فورت سامتر را هدف گرفته بودند را مدیریت کرد. شرایط در فورت با شتاب کردن سربازان اتحادیه برای تکمیل نصب تفنگ‌های بیشتر به وخامت گرایید. اندرسون فاقد نفرات، غذا، و ملزومات کافی بود.
باز تجهیز فورت سامتر اولین بحران دولت پرزیدنت آبراهام لینکلن شد. او به فرنسیس پیکنز فرماندار کارولینای جنوبی اطلاع داد که او در حال ارسال کشتی‌های تأمینی بود که منجر به اولتیماتومی از دولت مؤتلفه شد: فورت سامتر را فوراً تخلیه کنید. اندرسون از تسلیم سرباز زد. از ۴:۳۰ بعد از ظهر ۱۲ آوریل مؤتلفه فورت را از توپخانه ساحلی پیرامون اسکله بمباران کرد. گرچه پادگان اتحادیه پاسخ آتش را داد آنان از سلاحهای به طرز قابل توجهی بهتری برخوردار بودند و پس از ۳۴ ساعت اندرسون قبول کرد تخلیه کند. هیچ تلفاتی از هیچ یک از طرفین رخ نداد. گرچه انفجار تفنگ در جریان تشریفات تسلیم دو روز بعد یک سرباز اتحادیه مرد.
در پی این نبرد حمایت گسترده هم از شمال و هم جنوب برای اقدامات نظامی بیشتر فراهم شد. لینکلن فوراً ۷۵،۰۰۰ داوطلب را برای سرکوب قیام چهار ایالت جنوبی دیگر که تجزیه خود و پیوستن را به مؤتلفه را اعلام کرده بودند فراخواند. جنگ داخلی آغاز شده بود.